# Karin Brunk Holmqvist
Pour les articles homonymes, voir Brunk et Holmqvist.
Karin Brunk Holmqvist, née le 9 juin 1944 à Simrishamn en Suède, est un écrivain suédois.
Elle écrit depuis 1996. Ses romans se sont vendus à 1,5 million d'exemplaires en Suède. Elle est publiée en Allemagne, en France, au Danemark, en Norvège et en Finlande.